# Гомель-Парний
Го́мель-Пáрний (біл. Го́мель-Цо́тны) — пасажирський залізничний зупинний пункт Гомельського відділення Білоруської залізниці між зупинним пунктом Нікольський Переїзд (1,8 км) та станцією Центроліт (3,8 км).
Гомель-Парний розташований на території Бахмацького парку та входить до складу Гомельського залізничного вузла разом зі станціями Гомель-Пасажирський, Гомель-Північний, Гомель-Непарний. Біля зупинного пункту знаходиться локомотивне депо (ТЧ-8).

## Історія
Зупинний пункт відкритий 2001 року.

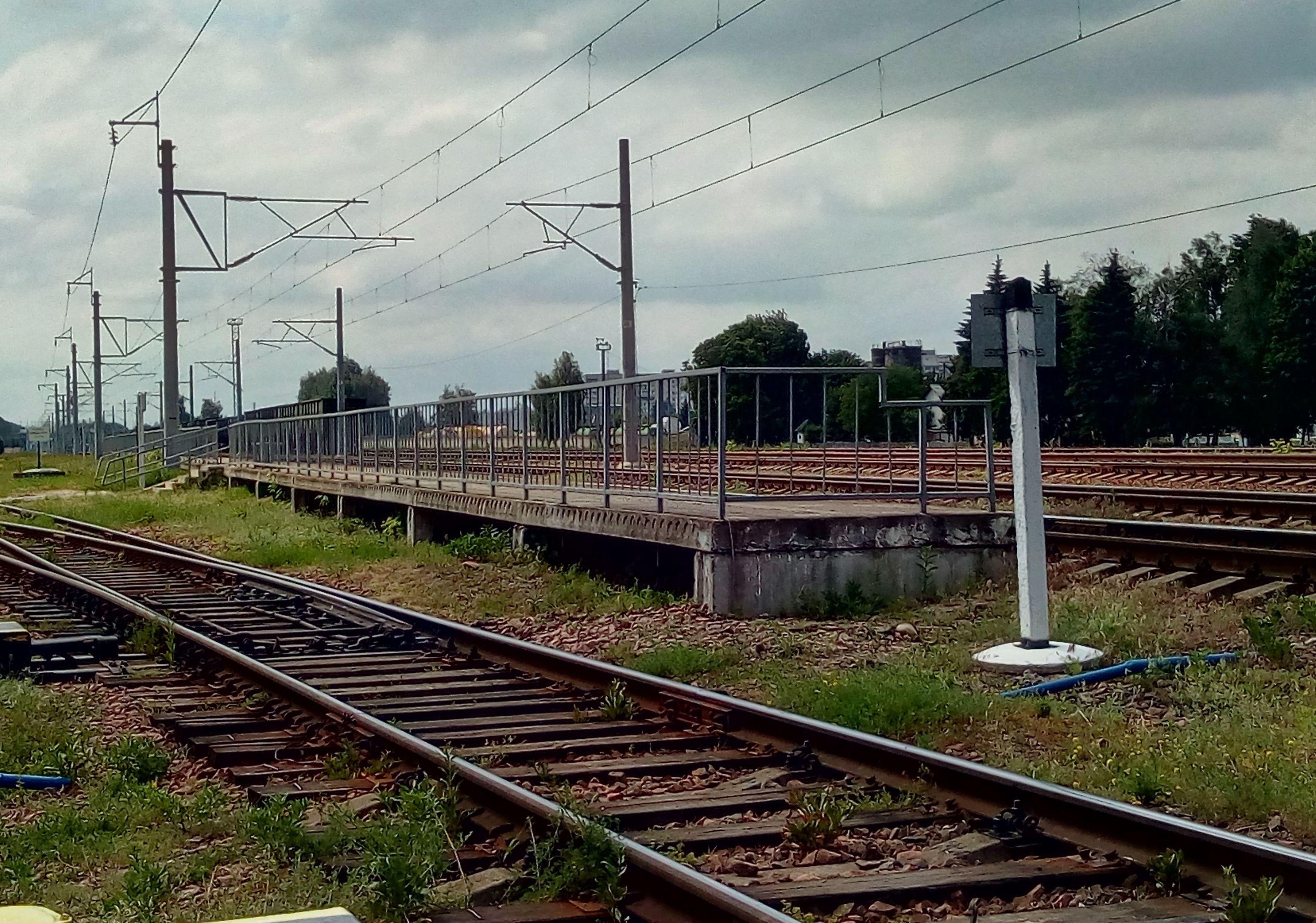
Гомель-Парний

2 травня 2016 року зупинний пункт електрифікований змінним струмом (~25 кВ) в складі дільниці Жлобин — Гомель.

## Пасажирське сполучення
На зупинному пункту Гомель-Парний зупиняються поїзди регіональних ліній економ-класу сполученням:
- Василевичі — Гомель
- Жлобин — Гомель
- Калинковичі — Гомель
- Свєтлогорськ-на-Березині — Гомель
- Речиця — Гомель
- Хойники — Гомель.